# Güdül (district)
Güdül is een Turks district in de provincie Ankara en telt 10.676 inwoners (2007). Het district heeft een oppervlakte van 383,7 km². Hoofdplaats is Güdül.
De bevolkingsontwikkeling van het district is weergegeven in onderstaande tabel.
| 1997   | 2000   | 2007   |
| ------ | ------ | ------ |
| 22.862 | 20.938 | 10.676 |